# 牛丸智子
牛丸 智子（うしまる ともこ、1984年6月13日 - ）は、日本のフリーアナウンサー。オールウェーブ・アソシエツ所属。

## 略歴
山口県出身。
宮城県仙台市を拠点に活動していた頃には、この地方で放送の各種テレビ番組でリポーターを務めていた。また、東北楽天ゴールデンイーグルスの2代目オフィシャルリポーターを務めていた頃には、2009年から2010年まで楽天野球団製作・著作のプロ野球中継（スカイ・エーの『スカイ・Aスタジアム LIVE RAKUTEN わしづかみ』やBS11デジタルの『熱闘!! 楽天戦 フル中継』などで放送）にベンチサイドリポーターとして出演していた。

## 担当番組

### ラジオ番組
- CUBE-1-music（fmいずみ） - パーソナリティ

### テレビ番組
- 突撃!ナマイキTV（東日本放送） - リポーター
- OH!バンデス（ミヤギテレビ） - リポーター
- デイリーニュース（J:COM 千葉セントラル） - キャスター
- デイリーニュース（J:COM 東葛・葛飾） - キャスター